# Caso Associated Press contra Estados Unidos
Associated Press v. United States, 326 US 1 (1945), fue un caso de la Corte Suprema de los Estados Unidos sobre la legislación antimonopolio de los Estados Unidos.

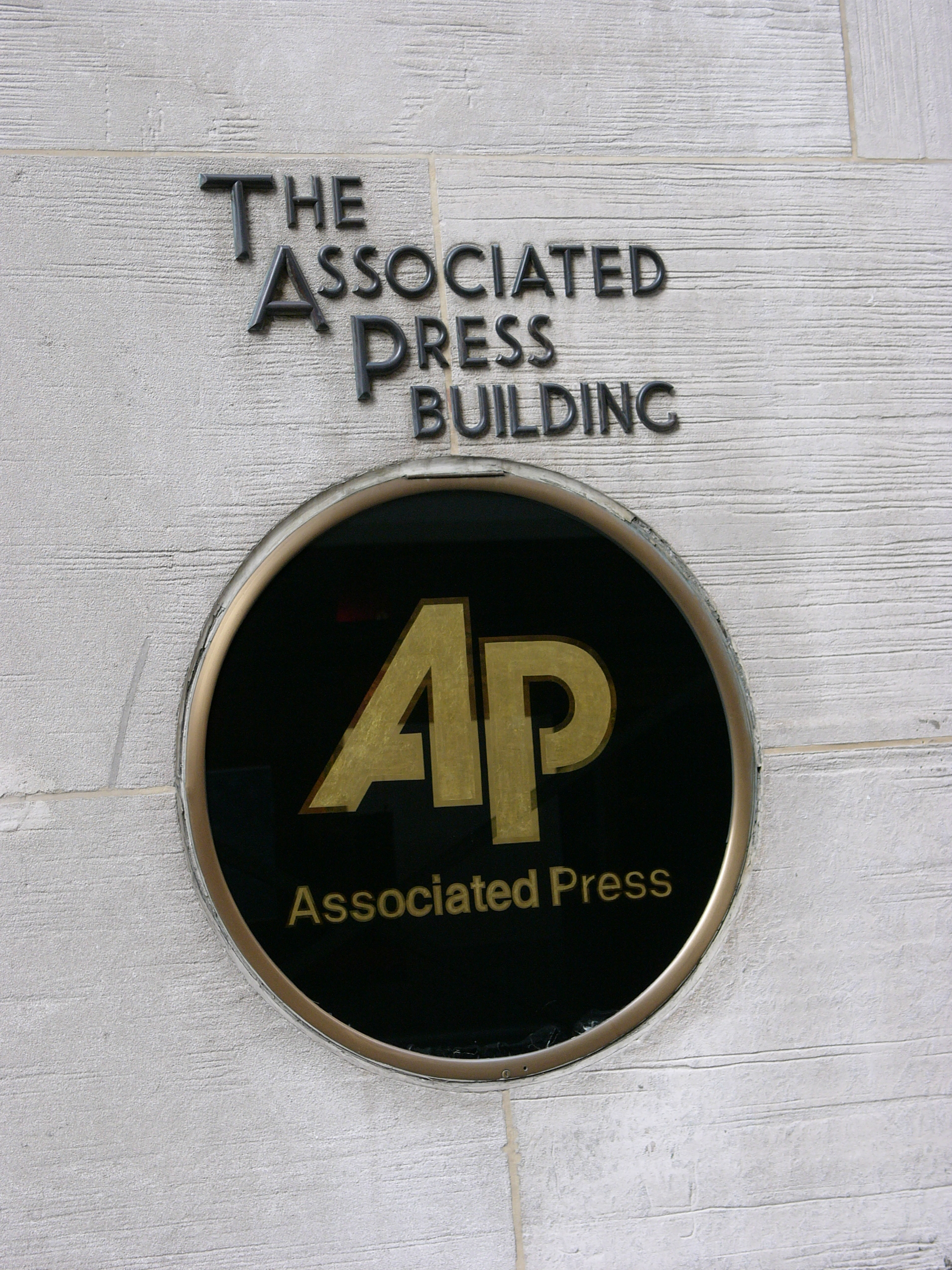
Logo de AP

## Hechos
The Associated Press (AP) había prohibido que los periódicos miembros vendieran o proporcionaran noticias (ya sea que las noticias fueran suministradas por la AP, o fueran publicadas por el periódico miembro -llamadas noticias "espontáneas") a los periódicos que no eran miembros, lo que obligaría a los periódicos no miembros a unirse a la AP.
Originalmente había tres casos separados (Associated Press y otros v. US, Tribune Company y otros v. US y US v. Associated Press y otros) que se unieron en uno cuando se presentaron ante el Tribunal Supremo.

## Juicio
El Tribunal Supremo sostuvo que Associated Press había violado la Ley Sherman. Los estatutos de AP en ese momento, tal como estaban escritos, constituían restricción del comercio. El hecho de que AP no hubiera logrado un monopolio completo era irrelevante. La Primera Enmienda no excusó a los periódicos de violar la Ley Antimonopolio de Sherman. Las noticias, intercambiadas entre los estados, cuentan como comercio interestatal y, por lo tanto, hacen que el asunto sea relevante para la Ley Antimonopolio de Sherman. Finalmente, la libertad de prensa de la interferencia gubernamental bajo la Primera Enmienda no sanciona la represión de esa libertad por intereses privados (326 US 20).